# Бояна Петрова
Бояна Петрова е българска преводачка, редакторка и създателка на книжарница „Нисим“.

## Биография
Бояна Петрова е преводачка от италиански и френски език. Работи в издателство „Народна култура“.
През 2000 г. основава книжарницата „Нисим“, на бул. „Васил Левски“ 59 в София. Книжарницата носи името на дядо ѝ, проф. Нисим Меворах.
Умира на 26 март 2017 г. от рак на белите дробове.

## Преводи
- „Махалото на Фуко“ от Умберто Еко
- „Баудолино“ от Умберто Еко[7]
- „Животът. Начин на употреба“ от Жорж Перек
- „В очакване на Годо“ от Самюел Бекет
- „Чуй ме“ от Маргарет Мацантини
- „Щастието“ от Жан-Мари Гюстав Льо Клезио